# Rencontres de la Ligue des champions de l'UEFA 2011-2012
Cet article présente les résultats détaillés des rencontres de la Ligue des champions de l'UEFA 2011-2012.

## Phase de groupes
Les deux meilleures équipes de chaque groupe, soit seize équipes, se qualifient pour les huitièmes de finale tandis que les troisièmes de chaque groupe se qualifient pour les seizièmes de finale de la Ligue Europa.
Selon l'article 7.06 du règlement de la compétition, si deux équipes ou plus sont à égalité de points à l'issue des matchs de groupe, les critères suivants sont appliqués dans l'ordre pour départager :
1. plus grand nombre de points « particuliers » (obtenus dans les matchs de groupe disputés entre les équipes concernées) ;
2. meilleure différence de buts « particulière » (dans les matchs de groupe disputés entre les équipes concernées) ;
3. plus grand nombre de buts marqués à l’extérieur dans les matchs de groupe disputés entre les équipes concernées ;
4. meilleure différence de buts sur tous les matchs de groupe ;
5. plus grand nombre de buts marqués ;
6. plus grand nombre de points au coefficient UEFA.

Légende des classements
- Qualifié pour les huitièmes de finale
- Repêché en seizièmes de finale de la Ligue Europa

Légende des résultats
- Victoire à domicile
- Match nul
- Victoire à l'extérieur

### Groupe A
| Rang | Équipe          | Pts | J | G | N | P | Bp | Bc | Diff |  | Résultats (▼ dom., ► ext.) |     |     |     |     |
| ---- | --------------- | --- | - | - | - | - | -- | -- | ---- |  | -------------------------- | --- | --- | --- | --- |
| 1    | Bayern Munich   | 13  | 6 | 4 | 1 | 1 | 11 | 6  | +5   |  | Bayern Munich              |     | 3-2 | 2-0 | 3-1 |
| 2    | Naples          | 11  | 6 | 3 | 2 | 1 | 10 | 6  | +4   |  | Naples                     | 1-1 |     | 2-1 | 2-0 |
| 3    | Manchester City | 10  | 6 | 3 | 1 | 2 | 9  | 6  | +3   |  | Manchester City            | 2-0 | 1-1 |     | 2-1 |
| 4    | Villarreal      | 0   | 6 | 0 | 0 | 6 | 2  | 14 | -12  |  | Villarreal                 | 0-2 | 0-2 | 0-3 |     |

| 1re journée                    | Manchester City | 1 - 1   | Naples     | City of Manchester Stadium, Manchester          |                                                 |
| 14 septembre 2011 20h45 (CEST) | Kolarov 75e     | (0 - 0) | Cavani 69e | Spectateurs : 44 026 Arbitrage : Jonas Eriksson | Spectateurs : 44 026 Arbitrage : Jonas Eriksson |
| 14 septembre 2011 20h45 (CEST) | Rapport         |         |            | Spectateurs : 44 026 Arbitrage : Jonas Eriksson | Spectateurs : 44 026 Arbitrage : Jonas Eriksson |

|  | Villarreal | 0 - 2   | Bayern Munich          | El Madrigal, Vila-real                        |                                               |
|  |            | (0 - 1) | Kroos 7e · Rafinha 76e | Spectateurs : 19 168 Arbitrage : Cüneyt Çakır | Spectateurs : 19 168 Arbitrage : Cüneyt Çakır |
|  | Rapport    |         |                        | Spectateurs : 19 168 Arbitrage : Cüneyt Çakır | Spectateurs : 19 168 Arbitrage : Cüneyt Çakır |

| 2e journée                     | Bayern Munich | 2 - 0   | Manchester City | Fußball Arena München, Munich                  |                                                |
| 27 septembre 2011 20h45 (CEST) | Gómez 38e 45e | (2 - 0) |                 | Spectateurs : 66 000 Arbitrage : Viktor Kassai | Spectateurs : 66 000 Arbitrage : Viktor Kassai |
| 27 septembre 2011 20h45 (CEST) | Rapport       |         |                 | Spectateurs : 66 000 Arbitrage : Viktor Kassai | Spectateurs : 66 000 Arbitrage : Viktor Kassai |

|  | Naples                         | 2 - 0   | Villarreal | Stade San Paolo, Naples                             |                                                     |
|  | Hamšík 14e · Cavani 17e (pen.) | (2 - 0) |            | Spectateurs : 46 747 Arbitrage : Frank De Bleeckere | Spectateurs : 46 747 Arbitrage : Frank De Bleeckere |
|  | Rapport                        |         |            | Spectateurs : 46 747 Arbitrage : Frank De Bleeckere | Spectateurs : 46 747 Arbitrage : Frank De Bleeckere |

|  | Manchester City                 | 2 - 1   | Villarreal | City of Manchester Stadium, Manchester          |                                                 |
|  | Marchena 43e (csc) · Agüero 90e | (1 - 1) | Cani 4e    | Spectateurs : 43 326 Arbitrage : Pavel Kralovec | Spectateurs : 43 326 Arbitrage : Pavel Kralovec |
|  | Rapport                         |         |            | Spectateurs : 43 326 Arbitrage : Pavel Kralovec | Spectateurs : 43 326 Arbitrage : Pavel Kralovec |

|  | Villarreal | 0 - 3   | Manchester City                      | El Madrigal, Vila-real                         |                                                |
|  |            | (0 - 2) | Touré 30e 71e · Balotelli 45e (pen.) | Spectateurs : 19 358 Arbitrage : Pedro Proença | Spectateurs : 19 358 Arbitrage : Pedro Proença |
|  | Rapport    |         |                                      | Spectateurs : 19 358 Arbitrage : Pedro Proença | Spectateurs : 19 358 Arbitrage : Pedro Proença |

| 5e journée                   | Naples         | 2 - 1   | Manchester City | Stade San Paolo, Naples                        |                                                |
| 22 novembre 2011 20h45 (CET) | Cavani 17e 49e | (1 - 1) | Balotelli 33e   | Spectateurs : 57 575 Arbitrage : Damir Skomina | Spectateurs : 57 575 Arbitrage : Damir Skomina |
| 22 novembre 2011 20h45 (CET) | Rapport        |         |                 | Spectateurs : 57 575 Arbitrage : Damir Skomina | Spectateurs : 57 575 Arbitrage : Damir Skomina |

|  | Bayern Munich             | 3 - 1   | Villarreal    | Fußball Arena München, Munich                         |                                                       |
|  | Ribéry 3e 69e · Gómez 24e | (2 - 0) | de Guzmán 50e | Spectateurs : 66 000 Arbitrage : Markus Strömbergsson | Spectateurs : 66 000 Arbitrage : Markus Strömbergsson |
|  | Rapport                   |         |               | Spectateurs : 66 000 Arbitrage : Markus Strömbergsson | Spectateurs : 66 000 Arbitrage : Markus Strömbergsson |

| 6e journée                  | Manchester City       | 2 - 0   | Bayern Munich | City of Manchester Stadium, Manchester           |                                                  |
| 7 décembre 2011 20h45 (CET) | Silva 36e · Touré 52e | (1 - 0) |               | Spectateurs : 46 002 Arbitrage : Stéphane Lannoy | Spectateurs : 46 002 Arbitrage : Stéphane Lannoy |
| 7 décembre 2011 20h45 (CET) | Rapport               |         |               | Spectateurs : 46 002 Arbitrage : Stéphane Lannoy | Spectateurs : 46 002 Arbitrage : Stéphane Lannoy |

|  | Villarreal | 0 - 2   | Naples                 | El Madrigal, Vila-real                             |                                                    |
|  |            | (0 - 0) | Inler 65e · Hamšík 76e | Spectateurs : 15 350 Arbitrage : Svein Oddvar Moen | Spectateurs : 15 350 Arbitrage : Svein Oddvar Moen |
|  | Rapport    |         |                        | Spectateurs : 15 350 Arbitrage : Svein Oddvar Moen | Spectateurs : 15 350 Arbitrage : Svein Oddvar Moen |

### Groupe B
| Rang | Équipe      | Pts | J | G | N | P | Bp | Bc | Diff |  | Résultats (▼ dom., ► ext.) |     |     |     |     |
| ---- | ----------- | --- | - | - | - | - | -- | -- | ---- |  | -------------------------- | --- | --- | --- | --- |
| 1    | Inter Milan | 10  | 6 | 3 | 1 | 2 | 8  | 7  | +1   |  | Inter Milan                |     | 1-2 | 0-1 | 2-1 |
| 2    | CSKA Moscou | 8   | 6 | 2 | 2 | 2 | 9  | 8  | +1   |  | CSKA Moscou                | 2-3 |     | 3-0 | 0-2 |
| 3    | Trabzonspor | 7   | 6 | 1 | 4 | 1 | 3  | 5  | -2   |  | Trabzonspor                | 1-1 | 0-0 |     | 1-1 |
| 4    | Lille OSC   | 6   | 6 | 1 | 3 | 2 | 6  | 6  | 0    |  | Lille OSC                  | 0-1 | 2-2 | 0-0 |     |

| 1re journée                    | Lille OSC              | 2 - 2   | CSKA Moscou     | Stadium Lille Métropole, Villeneuve-d'Ascq            |                                                       |
| 14 septembre 2011 20h45 (CEST) | Sow 45e · Pedretti 57e | (1 - 0) | Doumbia 72e 90e | Spectateurs : 15 274 Arbitrage : Olegário Benquerença | Spectateurs : 15 274 Arbitrage : Olegário Benquerença |
| 14 septembre 2011 20h45 (CEST) | Rapport                |         |                 | Spectateurs : 15 274 Arbitrage : Olegário Benquerença | Spectateurs : 15 274 Arbitrage : Olegário Benquerença |

|  | Inter Milan | 0 - 1   | Trabzonspor  | Stade Giuseppe-Meazza, Milan                        |                                                     |
|  |             | (0 - 0) | Celustka 76e | Spectateurs : 24 444 Arbitrage : Stefan Johannesson | Spectateurs : 24 444 Arbitrage : Stefan Johannesson |
|  | Rapport     |         |              | Spectateurs : 24 444 Arbitrage : Stefan Johannesson | Spectateurs : 24 444 Arbitrage : Stefan Johannesson |

| 2e journée                     | CSKA Moscou                   | 2 - 3   | Inter Milan                         | Stade Loujniki, Moscou                         |                                                |
| 27 septembre 2011 18h00 (CEST) | Dzagoev 45e · Vagner Love 77e | (1 - 2) | Lúcio 6e · Pazzini 23e · Zarate 79e | Spectateurs : 35 000 Arbitrage : Craig Thomson | Spectateurs : 35 000 Arbitrage : Craig Thomson |
| 27 septembre 2011 18h00 (CEST) | Rapport                       |         |                                     | Spectateurs : 35 000 Arbitrage : Craig Thomson | Spectateurs : 35 000 Arbitrage : Craig Thomson |

|              | Trabzonspor | 1 - 1   | Lille OSC | Stade Hüseyin Avni Aker, Trabzon               |                                                |
| 20h45 (CEST) | Colman 75e  | (0 - 1) | Sow 30e   | Spectateurs : 17 349 Arbitrage : Björn Kuipers | Spectateurs : 17 349 Arbitrage : Björn Kuipers |
| 20h45 (CEST) | Rapport     |         |           | Spectateurs : 17 349 Arbitrage : Björn Kuipers | Spectateurs : 17 349 Arbitrage : Björn Kuipers |

| 3e journée                   | CSKA Moscou                 | 3 - 0   | Trabzonspor | Stade Loujniki, Moscou                            |                                                   |
| 18 octobre 2011 18h00 (CEST) | Doumbia 29e 86e · Cauņa 76e | (1 - 0) |             | Spectateurs : 18 000 Arbitrage : Mark Clattenburg | Spectateurs : 18 000 Arbitrage : Mark Clattenburg |
| 18 octobre 2011 18h00 (CEST) | Rapport                     |         |             | Spectateurs : 18 000 Arbitrage : Mark Clattenburg | Spectateurs : 18 000 Arbitrage : Mark Clattenburg |

|              | Lille OSC | 0 - 1   | Inter Milan | Stadium Lille Métropole, Villeneuve-d'Ascq   |                                              |
| 20h45 (CEST) |           | (0 - 1) | Pazzini 21e | Spectateurs : 16 996 Arbitrage : Howard Webb | Spectateurs : 16 996 Arbitrage : Howard Webb |
| 20h45 (CEST) | Rapport   |         |             | Spectateurs : 16 996 Arbitrage : Howard Webb | Spectateurs : 16 996 Arbitrage : Howard Webb |

| 4e journée                  | Trabzonspor | 0 - 0   | CSKA Moscou      | Stade Hüseyin Avni Aker, Trabzon                          |                                                           |
| 2 novembre 2011 20h45 (CET) |             | (0 - 0) | Doumbia 40e, 74e | Spectateurs : 19 516 Arbitrage : Alberto Undiano Mallenco | Spectateurs : 19 516 Arbitrage : Alberto Undiano Mallenco |
| 2 novembre 2011 20h45 (CET) | Rapport     |         |                  | Spectateurs : 19 516 Arbitrage : Alberto Undiano Mallenco | Spectateurs : 19 516 Arbitrage : Alberto Undiano Mallenco |

|  | Inter Milan             | 2 - 1   | Lille OSC   | Stade Giuseppe-Meazza, Milan                    |                                                 |
|  | Samuel 18e · Milito 65e | (1 - 0) | de Melo 83e | Spectateurs : 24 299 Arbitrage : Wolfgang Stark | Spectateurs : 24 299 Arbitrage : Wolfgang Stark |
|  | Rapport                 |         |             | Spectateurs : 24 299 Arbitrage : Wolfgang Stark | Spectateurs : 24 299 Arbitrage : Wolfgang Stark |

| 5e journée                   | CSKA Moscou | 0 - 2   | Lille OSC                       | Stade Loujniki, Moscou                          |                                                 |
| 22 novembre 2011 18h00 (CET) |             | (0 - 0) | Bérézoutski 49e (csc) · Sow 64e | Spectateurs : 19 100 Arbitrage : Pavel Kralovec | Spectateurs : 19 100 Arbitrage : Pavel Kralovec |
| 22 novembre 2011 18h00 (CET) | Rapport     |         |                                 | Spectateurs : 19 100 Arbitrage : Pavel Kralovec | Spectateurs : 19 100 Arbitrage : Pavel Kralovec |

|             | Trabzonspor  | 1 - 1   | Inter Milan | Stade Hüseyin Avni Aker, Trabzon                 |                                                  |
| 20h45 (CET) | Altıntop 23e | (1 - 1) | Álvarez 18e | Spectateurs : 21 611 Arbitrage : Martin Atkinson | Spectateurs : 21 611 Arbitrage : Martin Atkinson |
| 20h45 (CET) | Rapport      |         |             | Spectateurs : 21 611 Arbitrage : Martin Atkinson | Spectateurs : 21 611 Arbitrage : Martin Atkinson |

| 6e journée                  | Lille OSC | 0 - 0   | Trabzonspor | Stadium Lille Métropole, Villeneuve-d'Ascq     |                                                |
| 7 décembre 2011 20h45 (CET) |           | (0 - 0) |             | Spectateurs : 16 375 Arbitrage : Pedro Proença | Spectateurs : 16 375 Arbitrage : Pedro Proença |
| 7 décembre 2011 20h45 (CET) | Rapport   |         |             | Spectateurs : 16 375 Arbitrage : Pedro Proença | Spectateurs : 16 375 Arbitrage : Pedro Proença |

|  | Inter Milan   | 1 - 2   | CSKA Moscou                   | Stade Giuseppe-Meazza, Milan                              |                                                           |
|  | Cambiasso 51e | (0 - 0) | Doumbia 50e · Bérézoutski 86e | Spectateurs : 23 295 Arbitrage : David Fernández Borbalán | Spectateurs : 23 295 Arbitrage : David Fernández Borbalán |
|  | Rapport       |         |                               | Spectateurs : 23 295 Arbitrage : David Fernández Borbalán | Spectateurs : 23 295 Arbitrage : David Fernández Borbalán |

### Groupe C
| Rang | Équipe            | Pts | J | G | N | P | Bp | Bc | Diff |  | Résultats (▼ dom., ► ext.) |     |     |     |     |
| ---- | ----------------- | --- | - | - | - | - | -- | -- | ---- |  | -------------------------- | --- | --- | --- | --- |
| 1    | Benfica Lisbonne  | 12  | 6 | 3 | 3 | 0 | 8  | 4  | +4   |  | Benfica Lisbonne           |     | 1-1 | 1-1 | 1-0 |
| 2    | FC Bâle           | 11  | 6 | 3 | 2 | 1 | 11 | 10 | +1   |  | FC Bâle                    | 0-2 |     | 2-1 | 2-1 |
| 3    | Manchester United | 9   | 6 | 2 | 3 | 1 | 11 | 8  | +3   |  | Manchester United          | 2-2 | 3-3 |     | 2-0 |
| 4    | Oţelul Galaţi     | 0   | 6 | 0 | 0 | 6 | 3  | 11 | -8   |  | Oţelul Galaţi              | 0-1 | 2-3 | 0-2 |     |

| 1re journée                    | FC Bâle                                            | 2 - 1   | Oţelul Galaţi            | Parc Saint-Jacques, Bâle                        |                                                 |
| 14 septembre 2011 20h45 (CEST) | F. Frei 39e · A. Frei 85e (pen.) · Huggel 52e, 87e | (1 - 0) | Pena 58e · Sălăgeanu 82e | Spectateurs : 30 126 Arbitrage : William Collum | Spectateurs : 30 126 Arbitrage : William Collum |
| 14 septembre 2011 20h45 (CEST) | Rapport                                            |         |                          | Spectateurs : 30 126 Arbitrage : William Collum | Spectateurs : 30 126 Arbitrage : William Collum |

|  | Benfica Lisbonne | 1 - 1   | Manchester United | Estádio da Luz, Lisbonne                       |                                                |
|  | Cardozo 24e      | (1 - 1) | Giggs 42e         | Spectateurs : 63 822 Arbitrage : Damir Skomina | Spectateurs : 63 822 Arbitrage : Damir Skomina |
|  | Rapport          |         |                   | Spectateurs : 63 822 Arbitrage : Damir Skomina | Spectateurs : 63 822 Arbitrage : Damir Skomina |

| 2e journée                     | Manchester United           | 3 - 3   | FC Bâle                              | Old Trafford, Manchester                           |                                                    |
| 27 septembre 2011 20h45 (CEST) | Welbeck 16e 17e · Young 90e | (2 - 0) | F. Frei 58e · A. Frei 60e 76e (pen.) | Spectateurs : 73 115 Arbitrage : Paolo Tagliavento | Spectateurs : 73 115 Arbitrage : Paolo Tagliavento |
| 27 septembre 2011 20h45 (CEST) | Rapport                     |         |                                      | Spectateurs : 73 115 Arbitrage : Paolo Tagliavento | Spectateurs : 73 115 Arbitrage : Paolo Tagliavento |

|  | Oţelul Galaţi | 0 - 1   | Benfica Lisbonne | Stadionul Naţional, Bucarest                             |                                                          |
|  |               | (0 - 1) | César 41e        | Spectateurs : 6 824 Arbitrage : David Fernandez Borbalán | Spectateurs : 6 824 Arbitrage : David Fernandez Borbalán |
|  | Rapport       |         |                  | Spectateurs : 6 824 Arbitrage : David Fernandez Borbalán | Spectateurs : 6 824 Arbitrage : David Fernandez Borbalán |

| 3e journée                   | Oţelul Galaţi      | 0 - 2   | Manchester United                        | Stadionul Naţional, Bucarest                 |                                              |
| 18 octobre 2011 20h45 (CEST) | Perendija 56e, 89e | (0 - 0) | Rooney 64e (pen.) 90e (pen.) · Vidić 66e | Spectateurs : 28 047 Arbitrage : Felix Brych | Spectateurs : 28 047 Arbitrage : Felix Brych |
| 18 octobre 2011 20h45 (CEST) | Rapport            |         |                                          | Spectateurs : 28 047 Arbitrage : Felix Brych | Spectateurs : 28 047 Arbitrage : Felix Brych |

|  | FC Bâle | 0 - 2   | Benfica Lisbonne                           | Parc Saint-Jacques, Bâle                       |                                                |
|  |         | (0 - 1) | César 20e · Cardozo 75e · Emerson 41e, 86e | Spectateurs : 35 831 Arbitrage : Viktor Kassai | Spectateurs : 35 831 Arbitrage : Viktor Kassai |
|  | Rapport |         |                                            | Spectateurs : 35 831 Arbitrage : Viktor Kassai | Spectateurs : 35 831 Arbitrage : Viktor Kassai |

| 4e journée                  | Manchester United              | 2 - 0   | Oţelul Galaţi | Old Trafford, Manchester                          |                                                   |
| 2 novembre 2011 20h45 (CET) | Valencia 8e · Sârghi 88e (csc) | (1 - 0) |               | Spectateurs : 74 847 Arbitrage : Marijo Strahonja | Spectateurs : 74 847 Arbitrage : Marijo Strahonja |
| 2 novembre 2011 20h45 (CET) | Rapport                        |         |               | Spectateurs : 74 847 Arbitrage : Marijo Strahonja | Spectateurs : 74 847 Arbitrage : Marijo Strahonja |

|  | Benfica Lisbonne | 1 - 1   | FC Bâle    | Estádio da Luz, Lisbonne                                 |                                                          |
|  | Rodri 4e         | (1 - 0) | Huggel 64e | Spectateurs : 39 270 Arbitrage : Carlos Velasco Carballo | Spectateurs : 39 270 Arbitrage : Carlos Velasco Carballo |
|  | Rapport          |         |            | Spectateurs : 39 270 Arbitrage : Carlos Velasco Carballo | Spectateurs : 39 270 Arbitrage : Carlos Velasco Carballo |

| 5e journée                   | Oţelul Galaţi           | 2 - 3   | FC Bâle                                  | Stadionul Naţional, Bucarest                     |                                                  |
| 22 novembre 2011 20h45 (CET) | Giurgiu 75e · Antal 81e | (0 - 3) | F. Frei 10e · A. Frei 14e · Streller 37e | Spectateurs : 5 787 Arbitrage : Tom Harald Hagen | Spectateurs : 5 787 Arbitrage : Tom Harald Hagen |
| 22 novembre 2011 20h45 (CET) | Rapport                 |         |                                          | Spectateurs : 5 787 Arbitrage : Tom Harald Hagen | Spectateurs : 5 787 Arbitrage : Tom Harald Hagen |

|  | Manchester United           | 2 - 2   | Benfica Lisbonne           | Old Trafford, Manchester                      |                                               |
|  | Berbatov 30e · Fletcher 59e | (1 - 1) | Jones 3e (csc) · Aimar 60e | Spectateurs : 74 873 Arbitrage : Cüneyt Çakır | Spectateurs : 74 873 Arbitrage : Cüneyt Çakır |
|  | Rapport                     |         |                            | Spectateurs : 74 873 Arbitrage : Cüneyt Çakır | Spectateurs : 74 873 Arbitrage : Cüneyt Çakır |

| 6e journée                  | FC Bâle                   | 2 - 1   | Manchester United | Parc Saint-Jacques, Bâle                       |                                                |
| 7 décembre 2011 20h45 (CET) | Streller 9e · A. Frei 84e | (1 - 0) | Jones 89e         | Spectateurs : 36 000 Arbitrage : Björn Kuipers | Spectateurs : 36 000 Arbitrage : Björn Kuipers |
| 7 décembre 2011 20h45 (CET) | Rapport                   |         |                   | Spectateurs : 36 000 Arbitrage : Björn Kuipers | Spectateurs : 36 000 Arbitrage : Björn Kuipers |

|  | Benfica Lisbonne | 1 - 0   | Oţelul Galaţi | Estádio da Luz, Lisbonne                      |                                               |
|  | Cardozo 7e       | (1 - 0) |               | Spectateurs : 35 155 Arbitrage : Manuel Gräfe | Spectateurs : 35 155 Arbitrage : Manuel Gräfe |
|  | Rapport          |         |               | Spectateurs : 35 155 Arbitrage : Manuel Gräfe | Spectateurs : 35 155 Arbitrage : Manuel Gräfe |

### Groupe D
| Rang | Équipe             | Pts | J | G | N | P | Bp | Bc | Diff |  | Résultats (▼ dom., ► ext.) |     |     |     |     |
| ---- | ------------------ | --- | - | - | - | - | -- | -- | ---- |  | -------------------------- | --- | --- | --- | --- |
| 1    | Real Madrid        | 18  | 6 | 6 | 0 | 0 | 19 | 2  | +17  |  | Real Madrid                |     | 4-0 | 3-0 | 6-2 |
| 2    | Olympique lyonnais | 8   | 6 | 2 | 2 | 2 | 9  | 7  | +2   |  | Olympique lyonnais         | 0-2 |     | 0-0 | 2-0 |
| 3    | Ajax Amsterdam     | 8   | 6 | 2 | 2 | 2 | 6  | 6  | 0    |  | Ajax Amsterdam             | 0-3 | 0-0 |     | 4-0 |
| 4    | Dinamo Zagreb      | 0   | 6 | 0 | 0 | 6 | 3  | 22 | -19  |  | Dinamo Zagreb              | 0-1 | 1-7 | 0-2 |     |

| 1re journée                    | Dinamo Zagreb | 0 - 1   | Real Madrid                     | Stade Maksimir, Zagreb                             |                                                    |
| 14 septembre 2011 20h45 (CEST) |               | (0 - 0) | Di María 53e · Marcelo 70e, 73e | Spectateurs : 27 055 Arbitrage : Svein Oddvar Moen | Spectateurs : 27 055 Arbitrage : Svein Oddvar Moen |
| 14 septembre 2011 20h45 (CEST) | Rapport       |         |                                 | Spectateurs : 27 055 Arbitrage : Svein Oddvar Moen | Spectateurs : 27 055 Arbitrage : Svein Oddvar Moen |

|  | Ajax Amsterdam | 0 - 0   | Olympique lyonnais | Amsterdam ArenA, Amsterdam                      |                                                 |
|  |                | (0 - 0) |                    | Spectateurs : 49 504 Arbitrage : Wolfgang Stark | Spectateurs : 49 504 Arbitrage : Wolfgang Stark |
|  | Rapport        |         |                    | Spectateurs : 49 504 Arbitrage : Wolfgang Stark | Spectateurs : 49 504 Arbitrage : Wolfgang Stark |

| 2e journée                     | Olympique lyonnais   | 2 - 0   | Dinamo Zagreb | Stade de Gerland, Lyon                          |                                                 |
| 27 septembre 2011 20h45 (CEST) | Gomis 23e · Koné 42e | (2 - 0) |               | Spectateurs : 34 432 Arbitrage : Pavel Kralovec | Spectateurs : 34 432 Arbitrage : Pavel Kralovec |
| 27 septembre 2011 20h45 (CEST) | Rapport              |         |               | Spectateurs : 34 432 Arbitrage : Pavel Kralovec | Spectateurs : 34 432 Arbitrage : Pavel Kralovec |

|  | Real Madrid                             | 3 - 0   | Ajax Amsterdam | Stade Santiago Bernabéu, Madrid                   |                                                   |
|  | C. Ronaldo 25e · Kaká 41e · Benzema 49e | (2 - 0) |                | Spectateurs : 70 320 Arbitrage : Mark Clattenburg | Spectateurs : 70 320 Arbitrage : Mark Clattenburg |
|  | Rapport                                 |         |                | Spectateurs : 70 320 Arbitrage : Mark Clattenburg | Spectateurs : 70 320 Arbitrage : Mark Clattenburg |

| 3e journée                   | Real Madrid                                              | 4 - 0   | Olympique lyonnais | Stade Santiago Bernabéu, Madrid               |                                               |
| 18 octobre 2011 20h45 (CEST) | Benzema 19e · Khedira 47e · Lloris 55e (csc) · Ramos 81e | (1 - 0) |                    | Spectateurs : 70 028 Arbitrage : Cüneyt Çakır | Spectateurs : 70 028 Arbitrage : Cüneyt Çakır |
| 18 octobre 2011 20h45 (CEST) | Rapport                                                  |         |                    | Spectateurs : 70 028 Arbitrage : Cüneyt Çakır | Spectateurs : 70 028 Arbitrage : Cüneyt Çakır |

|  | Dinamo Zagreb | 0 - 2   | Ajax Amsterdam               | Stade Maksimir, Zagreb                        |                                               |
|  |               | (0 - 0) | Boerrigter 49e · Eriksen 90e | Spectateurs : 25 714 Arbitrage : Manuel Gräfe | Spectateurs : 25 714 Arbitrage : Manuel Gräfe |
|  | Rapport       |         |                              | Spectateurs : 25 714 Arbitrage : Manuel Gräfe | Spectateurs : 25 714 Arbitrage : Manuel Gräfe |

| 4e journée                  | Olympique lyonnais | 0 - 2   | Real Madrid               | Stade de Gerland, Lyon                          |                                                 |
| 2 novembre 2011 20h45 (CET) |                    | (0 - 1) | C. Ronaldo 24e 69e (pen.) | Spectateurs : 40 099 Arbitrage : Nicola Rizzoli | Spectateurs : 40 099 Arbitrage : Nicola Rizzoli |
| 2 novembre 2011 20h45 (CET) | Rapport            |         |                           | Spectateurs : 40 099 Arbitrage : Nicola Rizzoli | Spectateurs : 40 099 Arbitrage : Nicola Rizzoli |

|  | Ajax Amsterdam                                               | 4 - 0   | Dinamo Zagreb | Amsterdam ArenA, Amsterdam                       |                                                  |
|  | Van der Wiel 20e · Sulejmani 25e · de Jong 65e · Lodeiro 90e | (2 - 0) |               | Spectateurs : 49 707 Arbitrage : Martin Atkinson | Spectateurs : 49 707 Arbitrage : Martin Atkinson |
|  | Rapport                                                      |         |               | Spectateurs : 49 707 Arbitrage : Martin Atkinson | Spectateurs : 49 707 Arbitrage : Martin Atkinson |

| 5e journée                   | Real Madrid                                              | 6 - 2   | Dinamo Zagreb             | Stade Santiago Bernabéu, Madrid             |                                             |
| 22 novembre 2011 20h45 (CET) | Benzema 2e 66e · Callejón 6e 49e · Higuaín 9e · Özil 20e | (4 - 0) | Bećiraj 81e · Tomečak 90e | Spectateurs : 65 415 Arbitrage : Alan Kelly | Spectateurs : 65 415 Arbitrage : Alan Kelly |
| 22 novembre 2011 20h45 (CET) | Rapport                                                  |         |                           | Spectateurs : 65 415 Arbitrage : Alan Kelly | Spectateurs : 65 415 Arbitrage : Alan Kelly |

|  | Olympique lyonnais | 0 - 0   | Ajax Amsterdam | Stade de Gerland, Lyon                          |                                                 |
|  |                    | (0 - 0) |                | Spectateurs : 35 070 Arbitrage : Jonas Eriksson | Spectateurs : 35 070 Arbitrage : Jonas Eriksson |
|  | Rapport            |         |                | Spectateurs : 35 070 Arbitrage : Jonas Eriksson | Spectateurs : 35 070 Arbitrage : Jonas Eriksson |

| 6e journée                  | Dinamo Zagreb               | 1 - 7   | Olympique lyonnais                                            | Stade Maksimir, Zagreb                            |                                                   |
| 7 décembre 2011 20h45 (CET) | Leko 11e, 28e · Kovačić 40e | (1 - 1) | Gomis 45e 48e 52e 70e · Gonalons 47e · López 64e · Briand 75e | Spectateurs : 16 457 Arbitrage : Mark Clattenburg | Spectateurs : 16 457 Arbitrage : Mark Clattenburg |
| 7 décembre 2011 20h45 (CET) | Rapport                     |         |                                                               | Spectateurs : 16 457 Arbitrage : Mark Clattenburg | Spectateurs : 16 457 Arbitrage : Mark Clattenburg |

|  | Ajax Amsterdam | 0 - 3   | Real Madrid                      | Amsterdam ArenA, Amsterdam                       |                                                  |
|  |                | (0 - 2) | Callejón 14e 90+2e · Higuaín 41e | Spectateurs : 51 557 Arbitrage : Manuel de Sousa | Spectateurs : 51 557 Arbitrage : Manuel de Sousa |
|  | Rapport        |         |                                  | Spectateurs : 51 557 Arbitrage : Manuel de Sousa | Spectateurs : 51 557 Arbitrage : Manuel de Sousa |

### Groupe E
| Rang | Équipe           | Pts | J | G | N | P | Bp | Bc | Diff |  | Résultats (▼ dom., ► ext.) |     |     |     |     |
| ---- | ---------------- | --- | - | - | - | - | -- | -- | ---- |  | -------------------------- | --- | --- | --- | --- |
| 1    | Chelsea          | 11  | 6 | 3 | 2 | 1 | 13 | 4  | +9   |  | Chelsea                    |     | 2-0 | 3-0 | 5-0 |
| 2    | Bayer Leverkusen | 10  | 6 | 3 | 1 | 2 | 8  | 8  | 0    |  | Bayer Leverkusen           | 2-1 |     | 2-1 | 2-0 |
| 3    | Valence          | 8   | 6 | 2 | 2 | 2 | 12 | 7  | +5   |  | Valence                    | 3-1 | 1-1 |     | 7-0 |
| 4    | KRC Genk         | 3   | 6 | 0 | 3 | 3 | 2  | 16 | -14  |  | KRC Genk                   | 1-1 | 1-1 | 0-0 |     |

| 1re journée                    | Chelsea               | 2 - 0   | Bayer Leverkusen | Stamford Bridge, Londres                         |                                                  |
| 13 septembre 2011 20h45 (CEST) | Luiz 67e · Mata 90e+3 | (0 - 0) |                  | Spectateurs : 33 820 Arbitrage : Stéphane Lannoy | Spectateurs : 33 820 Arbitrage : Stéphane Lannoy |
| 13 septembre 2011 20h45 (CEST) | Rapport               |         |                  | Spectateurs : 33 820 Arbitrage : Stéphane Lannoy | Spectateurs : 33 820 Arbitrage : Stéphane Lannoy |

|  | KRC Genk | 0 - 0 | Valence | KRC Genk Arena, Genk                              |
|  |          |       |         | Spectateurs : 20 248 Arbitrage : Thomas Einwaller |
|  | Rapport  |       |         |                                                   |

| 2e journée                     | Valence            | 1 - 1   | Chelsea     | Estadio de Mestalla, Valence                    |                                                 |
| 28 septembre 2011 20h45 (CEST) | Soldado 87e (pen.) | (0 - 0) | Lampard 56e | Spectateurs : 33 791 Arbitrage : Nicola Rizzoli | Spectateurs : 33 791 Arbitrage : Nicola Rizzoli |
| 28 septembre 2011 20h45 (CEST) | Rapport            |         |             | Spectateurs : 33 791 Arbitrage : Nicola Rizzoli | Spectateurs : 33 791 Arbitrage : Nicola Rizzoli |

|  | Bayer Leverkusen           | 2 - 0   | KRC Genk | BayArena, Leverkusen                        |                                             |
|  | Bender 30e · Ballack 90e+1 | (1 - 0) |          | Spectateurs : 25 138 Arbitrage : Alan Kelly | Spectateurs : 25 138 Arbitrage : Alan Kelly |
|  | Rapport                    |         |          | Spectateurs : 25 138 Arbitrage : Alan Kelly | Spectateurs : 25 138 Arbitrage : Alan Kelly |

| 3e journée                   | Bayer Leverkusen       | 2 - 1   | Valence   | BayArena, Leverkusen                           |                                                |
| 19 octobre 2011 20h45 (CEST) | Schürrle 52e · Sam 56e | (0 - 1) | Jonas 24e | Spectateurs : 26 384 Arbitrage : Craig Thomson | Spectateurs : 26 384 Arbitrage : Craig Thomson |
| 19 octobre 2011 20h45 (CEST) | Rapport                |         |           | Spectateurs : 26 384 Arbitrage : Craig Thomson | Spectateurs : 26 384 Arbitrage : Craig Thomson |

|  | Chelsea                                                 | 5 - 0   | KRC Genk | Stamford Bridge, Londres                               |                                                        |
|  | Meireles 8e · Torres 11e 27e · Ivanović 42e · Kalou 72e | (4 - 0) |          | Spectateurs : 38 518 Arbitrage : Aleksei Nikolaev (en) | Spectateurs : 38 518 Arbitrage : Aleksei Nikolaev (en) |
|  | Rapport                                                 |         |          | Spectateurs : 38 518 Arbitrage : Aleksei Nikolaev (en) | Spectateurs : 38 518 Arbitrage : Aleksei Nikolaev (en) |

| 4e journée                    | Valence                            | 3 - 1   | Bayer Leverkusen | Estadio de Mestalla, Valence                    |                                                 |
| 1er novembre 2011 20h45 (CET) | Jonas 1re · Soldado 65e · Rami 74e | (1 - 1) | Kießling 31e     | Spectateurs : 37 047 Arbitrage : Jonas Eriksson | Spectateurs : 37 047 Arbitrage : Jonas Eriksson |
| 1er novembre 2011 20h45 (CET) | Rapport                            |         |                  | Spectateurs : 37 047 Arbitrage : Jonas Eriksson | Spectateurs : 37 047 Arbitrage : Jonas Eriksson |

|  | KRC Genk   | 1 - 1   | Chelsea     | KRC Genk Arena, Genk                               |                                                    |
|  | Vossen 61e | (0 - 1) | Ramires 26e | Spectateurs : 22 584 Arbitrage : Svein Oddvar Moen | Spectateurs : 22 584 Arbitrage : Svein Oddvar Moen |
|  | Rapport    |         |             | Spectateurs : 22 584 Arbitrage : Svein Oddvar Moen | Spectateurs : 22 584 Arbitrage : Svein Oddvar Moen |

| 5e journée                   | Bayer Leverkusen             | 2 - 1   | Chelsea    | BayArena, Leverkusen                           |                                                |
| 23 novembre 2011 20h45 (CET) | Derdiyok 73e · Friedrich 90e | (0 - 0) | Drogba 49e | Spectateurs : 29 285 Arbitrage : Viktor Kassai | Spectateurs : 29 285 Arbitrage : Viktor Kassai |
| 23 novembre 2011 20h45 (CET) | Rapport                      |         |            | Spectateurs : 29 285 Arbitrage : Viktor Kassai | Spectateurs : 29 285 Arbitrage : Viktor Kassai |

|  | Valence                                                                 | 7 - 0   | KRC Genk | Estadio de Mestalla, Valence                  |                                               |
|  | Jonas 10e · Soldado 13e 36e 39e · Pablo H. 69e · Aduriz 70e · Costa 82e | (4 - 0) |          | Spectateurs : 35 086 Arbitrage : Tony Chapron | Spectateurs : 35 086 Arbitrage : Tony Chapron |
|  | Rapport                                                                 |         |          | Spectateurs : 35 086 Arbitrage : Tony Chapron | Spectateurs : 35 086 Arbitrage : Tony Chapron |

| 6e journée                  | Chelsea                     | 3 - 0   | Valence | Stamford Bridge, Londres                         |                                                  |
| 6 décembre 2011 20h45 (CET) | Drogba 3e 76e · Ramires 22e | (2 - 0) |         | Spectateurs : 41 109 Arbitrage : Gianluca Rocchi | Spectateurs : 41 109 Arbitrage : Gianluca Rocchi |
| 6 décembre 2011 20h45 (CET) | Rapport                     |         |         | Spectateurs : 41 109 Arbitrage : Gianluca Rocchi | Spectateurs : 41 109 Arbitrage : Gianluca Rocchi |

|  | KRC Genk   | 1 - 1   | Bayer Leverkusen | KRC Genk Arena, Genk                               |                                                    |
|  | Vossen 30e | (1 - 0) | Derdiyok 79e     | Spectateurs : 21 187 Arbitrage : Paolo Tagliavento | Spectateurs : 21 187 Arbitrage : Paolo Tagliavento |
|  | Rapport    |         |                  | Spectateurs : 21 187 Arbitrage : Paolo Tagliavento | Spectateurs : 21 187 Arbitrage : Paolo Tagliavento |

### Groupe F
| Rang | Équipe                 | Pts | J | G | N | P | Bp | Bc | Diff |  | Résultats (▼ dom., ► ext.) |     |     |     |     |
| ---- | ---------------------- | --- | - | - | - | - | -- | -- | ---- |  | -------------------------- | --- | --- | --- | --- |
| 1    | Arsenal                | 11  | 6 | 3 | 2 | 1 | 7  | 6  | +1   |  | Arsenal                    |     | 0-0 | 2-1 | 2-1 |
| 2    | Olympique de Marseille | 10  | 6 | 3 | 1 | 2 | 7  | 4  | +3   |  | Olympique de Marseille     | 0-1 |     | 0-1 | 3-0 |
| 3    | Olympiakos             | 9   | 6 | 3 | 0 | 3 | 8  | 6  | +2   |  | Olympiakos                 | 3-1 | 0-1 |     | 3-1 |
| 4    | Borussia Dortmund      | 4   | 6 | 1 | 1 | 4 | 6  | 12 | -6   |  | Borussia Dortmund          | 1-1 | 2-3 | 1-0 |     |

| 1re journée                    | Olympiakos | 0 - 1   | Olympique de Marseille  | Stade Karaïskakis, Le Pirée                    |                                                |
| 13 septembre 2011 20h45 (CEST) |            | (0 - 0) | Lucho 51e · Fanni 90+1e | Spectateurs : 30 040 Arbitrage : Pedro Proença | Spectateurs : 30 040 Arbitrage : Pedro Proença |
| 13 septembre 2011 20h45 (CEST) | Rapport    |         |                         | Spectateurs : 30 040 Arbitrage : Pedro Proença | Spectateurs : 30 040 Arbitrage : Pedro Proença |

|  | Borussia Dortmund | 1 - 1   | Arsenal        | BVB Stadion Dortmund, Dortmund                   |                                                  |
|  | Perisic 88e       | (0 - 1) | Van Persie 42e | Spectateurs : 65 590 Arbitrage : Gianluca Rocchi | Spectateurs : 65 590 Arbitrage : Gianluca Rocchi |
|  | Rapport           |         |                | Spectateurs : 65 590 Arbitrage : Gianluca Rocchi | Spectateurs : 65 590 Arbitrage : Gianluca Rocchi |

| 2e journée                     | Arsenal                                  | 2 - 1   | Olympiakos | Arsenal Stadium, Londres                                 |                                                          |
| 28 septembre 2011 20h45 (CEST) | Oxlade-Chamberlain 8e · André Santos 20e | (2 - 1) | Fuster 27e | Spectateurs : 59 676 Arbitrage : Carlos Velasco Carballo | Spectateurs : 59 676 Arbitrage : Carlos Velasco Carballo |
| 28 septembre 2011 20h45 (CEST) | Rapport                                  |         |            | Spectateurs : 59 676 Arbitrage : Carlos Velasco Carballo | Spectateurs : 59 676 Arbitrage : Carlos Velasco Carballo |

|  | Olympique de Marseille                                 | 3 - 0   | Borussia Dortmund | Stade Vélodrome, Marseille                      |                                                 |
|  | A. Ayew 20e 69e (pen.) · Rémy 62e · J. Ayew 79e, 90+3e | (1 - 0) |                   | Spectateurs : 26 142 Arbitrage : Jonas Eriksson | Spectateurs : 26 142 Arbitrage : Jonas Eriksson |
|  | Rapport                                                |         |                   | Spectateurs : 26 142 Arbitrage : Jonas Eriksson | Spectateurs : 26 142 Arbitrage : Jonas Eriksson |

| 3e journée                   | Olympique de Marseille | 0 - 1   | Arsenal      | Stade Vélodrome, Marseille                     |                                                |
| 19 octobre 2011 20h45 (CEST) |                        | (0 - 0) | Ramsey 90+2e | Spectateurs : 33 258 Arbitrage : Damir Skomina | Spectateurs : 33 258 Arbitrage : Damir Skomina |
| 19 octobre 2011 20h45 (CEST) | Rapport                |         |              | Spectateurs : 33 258 Arbitrage : Damir Skomina | Spectateurs : 33 258 Arbitrage : Damir Skomina |

|  | Olympiakos                              | 3 - 1   | Borussia Dortmund | Stade Karaïskakis, Le Pirée                  |                                              |
|  | Holebas 8e · Djebbour 40e · Modesto 78e | (2 - 1) | Lewandowski 26e   | Spectateurs : 29 638 Arbitrage : Bas Nijhuis | Spectateurs : 29 638 Arbitrage : Bas Nijhuis |
|  | Rapport                                 |         |                   | Spectateurs : 29 638 Arbitrage : Bas Nijhuis | Spectateurs : 29 638 Arbitrage : Bas Nijhuis |

| 4e journée                    | Arsenal | 0 - 0   | Olympique de Marseille | Arsenal Stadium, Londres                           |                                                    |
| 1er novembre 2011 20h45 (CET) |         | (0 - 0) |                        | Spectateurs : 59 961 Arbitrage : Paolo Tagliavento | Spectateurs : 59 961 Arbitrage : Paolo Tagliavento |
| 1er novembre 2011 20h45 (CET) | Rapport |         |                        | Spectateurs : 59 961 Arbitrage : Paolo Tagliavento | Spectateurs : 59 961 Arbitrage : Paolo Tagliavento |

|  | Borussia Dortmund | 1 - 0   | Olympiakos | BVB Stadion Dortmund, Dortmund                        |                                                       |
|  | Großkreutz 7e     | (1 - 0) |            | Spectateurs : 65 590 Arbitrage : Vladislav Bezborodov | Spectateurs : 65 590 Arbitrage : Vladislav Bezborodov |
|  | Rapport           |         |            | Spectateurs : 65 590 Arbitrage : Vladislav Bezborodov | Spectateurs : 65 590 Arbitrage : Vladislav Bezborodov |

| 5e journée                   | Olympique de Marseille | 0 - 1   | Olympiakos      | Stade Vélodrome, Marseille                      |                                                 |
| 23 novembre 2011 20h45 (CET) |                        | (0 - 0) | Fetfatzídis 82e | Spectateurs : 25 392 Arbitrage : Nicola Rizzoli | Spectateurs : 25 392 Arbitrage : Nicola Rizzoli |
| 23 novembre 2011 20h45 (CET) | Rapport                |         |                 | Spectateurs : 25 392 Arbitrage : Nicola Rizzoli | Spectateurs : 25 392 Arbitrage : Nicola Rizzoli |

|  | Arsenal            | 2 - 1   | Borussia Dortmund | Arsenal Stadium, Londres                            |                                                     |
|  | Van Persie 49e 86e | (0 - 0) | Kagawa 90+2e      | Spectateurs : 59 531 Arbitrage : Frank De Bleeckere | Spectateurs : 59 531 Arbitrage : Frank De Bleeckere |
|  | Rapport            |         |                   | Spectateurs : 59 531 Arbitrage : Frank De Bleeckere | Spectateurs : 59 531 Arbitrage : Frank De Bleeckere |

| 6e journée                  | Olympiakos                              | 3 - 1   | Arsenal      | Stade Karaïskakis, Le Pirée                               |                                                           |
| 6 décembre 2011 20h45 (CET) | Djebbour 16e · Fuster 36e · Modesto 89e | (2 - 0) | Benayoun 57e | Spectateurs : 30 816 Arbitrage : Alberto Undiano Mallenco | Spectateurs : 30 816 Arbitrage : Alberto Undiano Mallenco |
| 6 décembre 2011 20h45 (CET) | Rapport                                 |         |              | Spectateurs : 30 816 Arbitrage : Alberto Undiano Mallenco | Spectateurs : 30 816 Arbitrage : Alberto Undiano Mallenco |

|  | Borussia Dortmund                       | 2 - 3   | Olympique de Marseille                  | BVB Stadion Dortmund, Dortmund               |                                              |
|  | Błaszczykowski 23e · Hummels 32e (pen.) | (2 - 1) | Rémy 45+4e · A. Ayew 85e · Valbuena 87e | Spectateurs : 65 000 Arbitrage : Howard Webb | Spectateurs : 65 000 Arbitrage : Howard Webb |
|  | Rapport                                 |         |                                         | Spectateurs : 65 000 Arbitrage : Howard Webb | Spectateurs : 65 000 Arbitrage : Howard Webb |

### Groupe G
| Rang | Équipe                   | Pts | J | G | N | P | Bp | Bc | Diff |  | Résultats (▼ dom., ► ext.) |     |     |     |     |
| ---- | ------------------------ | --- | - | - | - | - | -- | -- | ---- |  | -------------------------- | --- | --- | --- | --- |
| 1    | APOEL Nicosie            | 9   | 6 | 2 | 3 | 1 | 6  | 6  | 0    |  | APOEL Nicosie              |     | 2-1 | 2-1 | 0-2 |
| 2    | Zénith Saint-Pétersbourg | 9   | 6 | 2 | 3 | 1 | 7  | 5  | +2   |  | Zénith Saint-Pétersbourg   | 0-0 |     | 3-1 | 1-0 |
| 3    | FC Porto                 | 8   | 6 | 2 | 2 | 2 | 7  | 7  | 0    |  | FC Porto                   | 1-1 | 0-0 |     | 2-1 |
| 4    | Shakhtar Donetsk         | 5   | 6 | 1 | 2 | 3 | 6  | 8  | -2   |  | Shakhtar Donetsk           | 1-1 | 2-2 | 0-2 |     |

| 1re journée                    | FC Porto              | 2 - 1   | Shakhtar Donetsk                                        | Stade du Dragon, Porto                       |                                              |
| 13 septembre 2011 20h45 (CEST) | Hulk 28e · Kléber 51e | (1 - 1) | Luiz Adriano 12e · Rakitskiy 40e · Chygrynskyi 31e, 80e | Spectateurs : 36 612 Arbitrage : Felix Brych | Spectateurs : 36 612 Arbitrage : Felix Brych |
| 13 septembre 2011 20h45 (CEST) | Rapport               |         |                                                         | Spectateurs : 36 612 Arbitrage : Felix Brych | Spectateurs : 36 612 Arbitrage : Felix Brych |

|  | APOEL Nicosie            | 2 - 1   | Zénith Saint-Pétersbourg      | Stade GSP, Nicosie                                  |                                                     |
|  | Manduca 73e · Aílton 75e | (0 - 0) | Zyrianov 63e · Alves 29e, 76e | Spectateurs : 21 269 Arbitrage : Iturralde Gonzales | Spectateurs : 21 269 Arbitrage : Iturralde Gonzales |
|  | Rapport                  |         |                               | Spectateurs : 21 269 Arbitrage : Iturralde Gonzales | Spectateurs : 21 269 Arbitrage : Iturralde Gonzales |

| 2e journée                     | Zénith Saint-Pétersbourg     | 3 - 1   | FC Porto                                | Stade Petrovski, Saint-Pétersbourg           |                                              |
| 28 septembre 2011 18h00 (CEST) | Shirokov 20e 63e · Danny 72e | (1 - 1) | James Rodríguez 10e · Fucile 25e, 45+2e | Spectateurs : 21 405 Arbitrage : Howard Webb | Spectateurs : 21 405 Arbitrage : Howard Webb |
| 28 septembre 2011 18h00 (CEST) | Rapport                      |         |                                         | Spectateurs : 21 405 Arbitrage : Howard Webb | Spectateurs : 21 405 Arbitrage : Howard Webb |

|              | Shakhtar Donetsk | 1 - 1   | APOEL Nicosie  | Donbass Arena, Donetsk                                |                                                       |
| 20h45 (CEST) | Jádson 64e       | (0 - 0) | Trickovski 61e | Spectateurs : 47 014 Arbitrage : Robert Schorgenhofer | Spectateurs : 47 014 Arbitrage : Robert Schorgenhofer |
| 20h45 (CEST) | Rapport          |         |                | Spectateurs : 47 014 Arbitrage : Robert Schorgenhofer | Spectateurs : 47 014 Arbitrage : Robert Schorgenhofer |

| 3e journée                   | Shakhtar Donetsk               | 2 - 2   | Zénith Saint-Pétersbourg      | Donbass Arena, Donetsk                              |                                                     |
| 19 octobre 2011 20h45 (CEST) | Willian 15e · Luiz Adriano 45e | (2 - 1) | Chirokov 33e · Faïzouline 60e | Spectateurs : 50 578 Arbitrage : Frank De Bleeckere | Spectateurs : 50 578 Arbitrage : Frank De Bleeckere |
| 19 octobre 2011 20h45 (CEST) | Rapport                        |         |                               | Spectateurs : 50 578 Arbitrage : Frank De Bleeckere | Spectateurs : 50 578 Arbitrage : Frank De Bleeckere |

|  | FC Porto | 1 - 1   | APOEL Nicosie | Stade du Dragon, Porto                          |                                                 |
|  | Hulk 13e | (1 - 1) | Aílton 19e    | Spectateurs : 32 512 Arbitrage : Antony Gautier | Spectateurs : 32 512 Arbitrage : Antony Gautier |
|  | Rapport  |         |               | Spectateurs : 32 512 Arbitrage : Antony Gautier | Spectateurs : 32 512 Arbitrage : Antony Gautier |

| 4e journée                    | Zénith Saint-Pétersbourg | 1 - 0   | Shakhtar Donetsk | Stade Petrovski, Saint-Pétersbourg               |                                                  |
| 1er novembre 2011 18h00 (CET) | Lombaerts 45e            | (1 - 0) |                  | Spectateurs : 21 405 Arbitrage : Stéphane Lannoy | Spectateurs : 21 405 Arbitrage : Stéphane Lannoy |
| 1er novembre 2011 18h00 (CET) | Rapport                  |         |                  | Spectateurs : 21 405 Arbitrage : Stéphane Lannoy | Spectateurs : 21 405 Arbitrage : Stéphane Lannoy |

|             | APOEL Nicosie                   | 2 - 1   | FC Porto        | Stade GSP, Nicosie                               |                                                  |
| 20h45 (CET) | Aílton 42e (pen.) · Manduca 90e | (1 - 0) | Hulk 89e (pen.) | Spectateurs : 22 301 Arbitrage : Gianluca Rocchi | Spectateurs : 22 301 Arbitrage : Gianluca Rocchi |
| 20h45 (CET) | Rapport                         |         |                 | Spectateurs : 22 301 Arbitrage : Gianluca Rocchi | Spectateurs : 22 301 Arbitrage : Gianluca Rocchi |

| 5e journée                   | Zénith Saint-Pétersbourg | 0 - 0   | APOEL Nicosie | Stade Petrovski, Saint-Pétersbourg           |                                              |
| 23 novembre 2011 18h00 (CET) |                          | (0 - 0) |               | Spectateurs : 21 500 Arbitrage : Felix Brych | Spectateurs : 21 500 Arbitrage : Felix Brych |
| 23 novembre 2011 18h00 (CET) | Rapport                  |         |               | Spectateurs : 21 500 Arbitrage : Felix Brych | Spectateurs : 21 500 Arbitrage : Felix Brych |

|             | Shakhtar Donetsk | 0 - 2   | FC Porto                 | Donbass Arena, Donetsk                         |                                                |
| 20h45 (CET) |                  | (0 - 0) | Hulk 80e · Raț 90e (csc) | Spectateurs : 42 565 Arbitrage : Craig Thomson | Spectateurs : 42 565 Arbitrage : Craig Thomson |
| 20h45 (CET) | Rapport          |         |                          | Spectateurs : 42 565 Arbitrage : Craig Thomson | Spectateurs : 42 565 Arbitrage : Craig Thomson |

| 6e journée                  | FC Porto | 0 - 0   | Zénith Saint-Pétersbourg | Stade du Dragon, Porto                                   |                                                          |
| 6 décembre 2011 20h45 (CET) |          | (0 - 0) |                          | Spectateurs : 46 512 Arbitrage : Carlos Velasco Carballo | Spectateurs : 46 512 Arbitrage : Carlos Velasco Carballo |
| 6 décembre 2011 20h45 (CET) | Rapport  |         |                          | Spectateurs : 46 512 Arbitrage : Carlos Velasco Carballo | Spectateurs : 46 512 Arbitrage : Carlos Velasco Carballo |

|  | APOEL Nicosie | 0 - 2   | Shakhtar Donetsk                 | Stade GSP, Nicosie                                   |                                                      |
|  |               | (0 - 0) | Luiz Adriano 62e · Seleznyov 78e | Spectateurs : 22 537 Arbitrage : Ovidiu Alin Hategan | Spectateurs : 22 537 Arbitrage : Ovidiu Alin Hategan |
|  | Rapport       |         |                                  | Spectateurs : 22 537 Arbitrage : Ovidiu Alin Hategan | Spectateurs : 22 537 Arbitrage : Ovidiu Alin Hategan |

### Groupe H
| Rang | Équipe         | Pts | J | G | N | P | Bp | Bc | Diff |  | Résultats (▼ dom., ► ext.) |     |     |     |     |
| ---- | -------------- | --- | - | - | - | - | -- | -- | ---- |  | -------------------------- | --- | --- | --- | --- |
| 1    | FC Barcelone   | 16  | 6 | 5 | 1 | 0 | 20 | 4  | +16  |  | FC Barcelone               |     | 2-2 | 2-0 | 4-0 |
| 2    | Milan AC       | 9   | 6 | 2 | 3 | 1 | 11 | 8  | +3   |  | Milan AC                   | 2-3 |     | 2-0 | 2-0 |
| 3    | Viktoria Plzeň | 5   | 6 | 1 | 2 | 3 | 4  | 11 | -7   |  | Viktoria Plzeň             | 0-4 | 2-2 |     | 1-1 |
| 4    | BATE Borissov  | 2   | 6 | 0 | 2 | 4 | 2  | 14 | -12  |  | BATE Borissov              | 0-5 | 1-1 | 0-1 |     |

| 1re journée                    | FC Barcelone          | 2 - 2   | Milan AC                    | Camp Nou, Barcelone                              |                                                  |
| 13 septembre 2011 20h45 (CEST) | Pedro 36e · Villa 50e | (1 - 1) | Pato 1re · Thiago Silva 90e | Spectateurs : 89 861 Arbitrage : Martin Atkinson | Spectateurs : 89 861 Arbitrage : Martin Atkinson |
| 13 septembre 2011 20h45 (CEST) | Rapport               |         |                             | Spectateurs : 89 861 Arbitrage : Martin Atkinson | Spectateurs : 89 861 Arbitrage : Martin Atkinson |

|  | Viktoria Plzeň | 1 - 1   | BATE Borissov | Stadion Eden, Prague                             |                                                  |
|  | Bakoš 45e      | (1 - 0) | Bressan 69e   | Spectateurs : 19 541 Arbitrage : Laurent Duhamel | Spectateurs : 19 541 Arbitrage : Laurent Duhamel |
|  | Rapport        |         |               | Spectateurs : 19 541 Arbitrage : Laurent Duhamel | Spectateurs : 19 541 Arbitrage : Laurent Duhamel |

| 2e journée                     | BATE Borissov | 0 - 5   | FC Barcelone                                              | Stade Dinamo, Minsk                           |                                               |
| 28 septembre 2011 20h45 (CEST) |               | (0 - 3) | Volodko 19e (csc) · Pedro 22e · Messi 38e 55e · Villa 90e | Spectateurs : 29 555 Arbitrage : Manuel Gräfe | Spectateurs : 29 555 Arbitrage : Manuel Gräfe |
| 28 septembre 2011 20h45 (CEST) | Rapport       |         |                                                           | Spectateurs : 29 555 Arbitrage : Manuel Gräfe | Spectateurs : 29 555 Arbitrage : Manuel Gräfe |

|  | Milan AC                             | 2 - 0   | Viktoria Plzeň | Stade Giuseppe-Meazza, Milan                   |                                                |
|  | Ibrahimović 54e (pen.) · Cassano 67e | (0 - 0) |                | Spectateurs : 66 859 Arbitrage : Florian Meyer | Spectateurs : 66 859 Arbitrage : Florian Meyer |
|  | Rapport                              |         |                | Spectateurs : 66 859 Arbitrage : Florian Meyer | Spectateurs : 66 859 Arbitrage : Florian Meyer |

| 3e journée                   | Milan AC                      | 2 - 0   | BATE Borissov | Stade Giuseppe-Meazza, Milan                      |                                                   |
| 19 octobre 2011 20h45 (CEST) | Ibrahimović 33e · Boateng 70e | (1 - 0) |               | Spectateurs : 66 040 Arbitrage : Tom Harald Hagen | Spectateurs : 66 040 Arbitrage : Tom Harald Hagen |
| 19 octobre 2011 20h45 (CEST) | Rapport                       |         |               | Spectateurs : 66 040 Arbitrage : Tom Harald Hagen | Spectateurs : 66 040 Arbitrage : Tom Harald Hagen |

|  | FC Barcelone            | 2 - 0   | Viktoria Plzeň | Camp Nou, Barcelone                                 |                                                     |
|  | Iniesta 10e · Villa 82e | (1 - 0) |                | Spectateurs : 74 376 Arbitrage : Aleksandar Stavrev | Spectateurs : 74 376 Arbitrage : Aleksandar Stavrev |
|  | Rapport                 |         |                | Spectateurs : 74 376 Arbitrage : Aleksandar Stavrev | Spectateurs : 74 376 Arbitrage : Aleksandar Stavrev |

| 4e journée                    | BATE Borissov      | 1 - 1   | Milan AC        | Stade Dinamo, Minsk                              |                                                  |
| 1er novembre 2011 20h45 (CET) | Bressan 55e (pen.) | (0 - 1) | Ibrahimović 22e | Spectateurs : 29 100 Arbitrage : Peter Rasmussen | Spectateurs : 29 100 Arbitrage : Peter Rasmussen |
| 1er novembre 2011 20h45 (CET) | Rapport            |         |                 | Spectateurs : 29 100 Arbitrage : Peter Rasmussen | Spectateurs : 29 100 Arbitrage : Peter Rasmussen |

|  | Viktoria Plzeň | 0 - 4   | FC Barcelone                            | Stadion Eden, Prague                                  |                                                       |
|  | Čišovský 22e   | (0 - 2) | Messi 24e (pen.) 45e 90e · Fàbregas 72e | Spectateurs : 20 145 Arbitrage : Robert Schorgenhofer | Spectateurs : 20 145 Arbitrage : Robert Schorgenhofer |
|  | Rapport        |         |                                         | Spectateurs : 20 145 Arbitrage : Robert Schorgenhofer | Spectateurs : 20 145 Arbitrage : Robert Schorgenhofer |

| 5e journée                   | BATE Borissov | 0 - 1   | Viktoria Plzeň | Stade Dinamo, Minsk                         |                                             |
| 23 novembre 2011 20h45 (CET) |               | (0 - 1) | Bakoš 42e      | Spectateurs : 26 520 Arbitrage : Kevin Blom | Spectateurs : 26 520 Arbitrage : Kevin Blom |
| 23 novembre 2011 20h45 (CET) | Rapport       |         |                | Spectateurs : 26 520 Arbitrage : Kevin Blom | Spectateurs : 26 520 Arbitrage : Kevin Blom |

|  | Milan AC                      | 2 - 3   | FC Barcelone                                       | Stade Giuseppe-Meazza, Milan                    |                                                 |
|  | Ibrahimović 20e · Boateng 54e | (1 - 2) | Van Bommel 14e (csc) · Messi 31e (pen.) · Xavi 63e | Spectateurs : 78 947 Arbitrage : Wolfgang Stark | Spectateurs : 78 947 Arbitrage : Wolfgang Stark |
|  | Rapport                       |         |                                                    | Spectateurs : 78 947 Arbitrage : Wolfgang Stark | Spectateurs : 78 947 Arbitrage : Wolfgang Stark |

| 6e journée                  | FC Barcelone                                     | 4 - 0   | BATE Borissov | Camp Nou, Barcelone                             |                                                 |
| 6 décembre 2011 20h45 (CET) | Roberto 35e · Montoya 60e · Pedro 63e 88e (pen.) | (1 - 0) |               | Spectateurs : 37 374 Arbitrage : William Collum | Spectateurs : 37 374 Arbitrage : William Collum |
| 6 décembre 2011 20h45 (CET) | Rapport                                          |         |               | Spectateurs : 37 374 Arbitrage : William Collum | Spectateurs : 37 374 Arbitrage : William Collum |

|  | Viktoria Plzeň          | 2 - 2   | Milan AC               | Stadion Eden, Prague                        |                                             |
|  | Bystroň 89e · Ďuriš 90e | (0 - 0) | Pato 47e · Robinho 48e | Spectateurs : 19 854 Arbitrage : István Vad | Spectateurs : 19 854 Arbitrage : István Vad |
|  | Rapport                 |         |                        | Spectateurs : 19 854 Arbitrage : István Vad | Spectateurs : 19 854 Arbitrage : István Vad |

## Phase à élimination directe

### Huitièmes de finale
| 14 février 2012 | Olympique lyonnais | 1 - 0   | APOEL Nicosie | Stade de Gerland, Lyon                             |                                                    |
| 20h45 CET       | Lacazette 58e      | (0 - 0) |               | Spectateurs : 32 010 Arbitrage : Paolo Tagliavento | Spectateurs : 32 010 Arbitrage : Paolo Tagliavento |
| 20h45 CET       | Rapport            |         |               | Spectateurs : 32 010 Arbitrage : Paolo Tagliavento | Spectateurs : 32 010 Arbitrage : Paolo Tagliavento |

| 7 mars 2012 | APOEL Nicosie                             | 1 - 0 ap          | Olympique lyonnais                                | Stade GSP, Nicosie                                        |                                                           |
| 20h45 CET   | Manduca 9e 9e, 115e                       | (1 - 0)           |                                                   | Spectateurs : 22 701 Arbitrage : Alberto Undiano Mallenco | Spectateurs : 22 701 Arbitrage : Alberto Undiano Mallenco |
| 20h45 CET   | Rapport                                   |                   |                                                   | Spectateurs : 22 701 Arbitrage : Alberto Undiano Mallenco | Spectateurs : 22 701 Arbitrage : Alberto Undiano Mallenco |
| 20h45 CET   | Aílton · Morais · Alexandrou · Trickovski | Tirs au but 4 - 3 | Källström · Lisandro · Gomis · Lacazette · Bastos | Spectateurs : 22 701 Arbitrage : Alberto Undiano Mallenco | Spectateurs : 22 701 Arbitrage : Alberto Undiano Mallenco |

| 21 février 2012 | Naples                         | 3 - 1   | Chelsea  | Stade San Paolo, Naples                                  |                                                          |
| 20h45 CET       | Lavezzi 38e 65e · Cavani 45+2e | (2 - 1) | 27e Mata | Spectateurs : 52 495 Arbitrage : Carlos Velasco Carballo | Spectateurs : 52 495 Arbitrage : Carlos Velasco Carballo |
| 20h45 CET       | Rapport                        |         |          | Spectateurs : 52 495 Arbitrage : Carlos Velasco Carballo | Spectateurs : 52 495 Arbitrage : Carlos Velasco Carballo |

| 14 mars 2012 | Chelsea                                                     | 4 - 1 ap | Naples    | Stamford Bridge, Londres |                         |
| 20h45 CET    | Drogba 28e · Terry 47e · Lampard 75e (pen.) · Ivanović 105e | (1 - 0)  | 55e Inler | Arbitrage : Felix Brych  | Arbitrage : Felix Brych |
| 20h45 CET    | Rapport                                                     |          |           | Arbitrage : Felix Brych  | Arbitrage : Felix Brych |

| 15 février 2012 | Milan AC                                               | 4 - 0   | Arsenal | Stade Giuseppe-Meazza, Milan                   |                                                |
| 20h45 CET       | Boateng 15e · Robinho 38e 49e · Ibrahimović 79e (pen.) | (2 - 0) |         | Spectateurs : 64 462 Arbitrage : Viktor Kassai | Spectateurs : 64 462 Arbitrage : Viktor Kassai |
| 20h45 CET       | Rapport                                                |         |         | Spectateurs : 64 462 Arbitrage : Viktor Kassai | Spectateurs : 64 462 Arbitrage : Viktor Kassai |

| 6 mars 2012 | Arsenal                                            | 3 - 0   | Milan AC | Arsenal Stadium, Londres                       |                                                |
| 20h45 CET   | Koscielny 7e · Rosický 26e · van Persie 43e (pen.) | (3 - 0) |          | Spectateurs : 59 973 Arbitrage : Damir Skomina | Spectateurs : 59 973 Arbitrage : Damir Skomina |
| 20h45 CET   | Rapport                                            |         |          | Spectateurs : 59 973 Arbitrage : Damir Skomina | Spectateurs : 59 973 Arbitrage : Damir Skomina |

| 22 février 2012 | FC Bâle     | 1 - 0   | Bayern Munich | Parc Saint-Jacques, Bâle                        |                                                 |
| 20h45 CET       | Stocker 86e | (0 - 0) |               | Spectateurs : 36 000 Arbitrage : Nicola Rizzoli | Spectateurs : 36 000 Arbitrage : Nicola Rizzoli |
| 20h45 CET       | Rapport     |         |               | Spectateurs : 36 000 Arbitrage : Nicola Rizzoli | Spectateurs : 36 000 Arbitrage : Nicola Rizzoli |

| 13 mars 2012 | Bayern Munich                                       | 7 - 0   | FC Bâle | Fußball Arena München, Munich |                              |
| 20h45 CET    | Robben 10e 81e · Müller 42e · Gómez 44e 50e 61e 67e | (3 - 0) |         | Arbitrage : Mark Clattenburg  | Arbitrage : Mark Clattenburg |
| 20h45 CET    | Rapport                                             |         |         | Arbitrage : Mark Clattenburg  | Arbitrage : Mark Clattenburg |

| 14 février 2012 | Bayer Leverkusen | 1 - 3   | FC Barcelone                | BayArena, Leverkusen                           |                                                |
| 20h45 CET       | Kadlec 52e       | (0 - 1) | 41e 55e Sánchez · 88e Messi | Spectateurs : 29 412 Arbitrage : Craig Thomson | Spectateurs : 29 412 Arbitrage : Craig Thomson |
| 20h45 CET       | Rapport          |         |                             | Spectateurs : 29 412 Arbitrage : Craig Thomson | Spectateurs : 29 412 Arbitrage : Craig Thomson |

| 7 mars 2012 | FC Barcelone                              | 7 - 1   | Bayer Leverkusen | Camp Nou, Barcelone                                |                                                    |
| 20h45 CET   | Messi 26e 42e 50e 58e 85e · Tello 55e 62e | (2 - 0) | 90+1e Bellarabi  | Spectateurs : 75 632 Arbitrage : Svein Oddvar Moen | Spectateurs : 75 632 Arbitrage : Svein Oddvar Moen |
| 20h45 CET   | Rapport                                   |         |                  | Spectateurs : 75 632 Arbitrage : Svein Oddvar Moen | Spectateurs : 75 632 Arbitrage : Svein Oddvar Moen |

| 21 février 2012 | CSKA Moscou     | 1 - 1   | Real Madrid | Stade Loujniki, Moscou                         |                                                |
| 18h00 CET       | Wernbloom 90+3e | (0 - 1) | 28e Ronaldo | Spectateurs : 70 000 Arbitrage : Björn Kuipers | Spectateurs : 70 000 Arbitrage : Björn Kuipers |
| 18h00 CET       | Rapport         |         |             | Spectateurs : 70 000 Arbitrage : Björn Kuipers | Spectateurs : 70 000 Arbitrage : Björn Kuipers |

| 14 mars 2012 | Real Madrid                                   | 4 - 1   | CSKA Moscou | Stade Santiago Bernabéu, Madrid |                             |
| 20h45 CET    | Higuaín 26e · Ronaldo 55e 90+4e · Benzema 70e | (1 - 0) | 77e Tošić   | Arbitrage : Stéphane Lannoy     | Arbitrage : Stéphane Lannoy |
| 20h45 CET    | Rapport                                       |         |             | Arbitrage : Stéphane Lannoy     | Arbitrage : Stéphane Lannoy |

| 15 février 2012 | Zenith Saint-Petersbourg     | 3 - 2   | Benfica Lisbonne          | Stade Petrovski, Saint-Pétersbourg              |                                                 |
| 18h00 CET       | Shirokov 27e 88e · Semak 71e | (1 - 1) | 20e Pereira · 87e Cardozo | Spectateurs : 18 200 Arbitrage : Jonas Eriksson | Spectateurs : 18 200 Arbitrage : Jonas Eriksson |
| 18h00 CET       | Rapport                      |         |                           | Spectateurs : 18 200 Arbitrage : Jonas Eriksson | Spectateurs : 18 200 Arbitrage : Jonas Eriksson |

| 6 mars 2012 | Benfica Lisbonne               | 2 - 0   | Zenith Saint-Petersbourg | Estádio da Luz, Lisbonne                     |                                              |
| 20h45 CET   | Pereira 45+1e · Oliveira 90+3e | (1 - 0) |                          | Spectateurs : 48 909 Arbitrage : Howard Webb | Spectateurs : 48 909 Arbitrage : Howard Webb |
| 20h45 CET   | Rapport                        |         |                          | Spectateurs : 48 909 Arbitrage : Howard Webb | Spectateurs : 48 909 Arbitrage : Howard Webb |

| 22 février 2012 | Olympique de Marseille | 1 - 0   | Inter Milan | Stade Vélodrome, Marseille                    |                                               |
| 20h45 CET       | Ayew 90+3e             | (0 - 0) |             | Spectateurs : 37 646 Arbitrage : Cüneyt Çakır | Spectateurs : 37 646 Arbitrage : Cüneyt Çakır |
| 20h45 CET       | Rapport                |         |             | Spectateurs : 37 646 Arbitrage : Cüneyt Çakır | Spectateurs : 37 646 Arbitrage : Cüneyt Çakır |

| 13 mars 2012 | Inter Milan                       | 2 - 1   | Olympique de Marseille              | Stade Giuseppe-Meazza, Milan |                           |
| 20h45 CET    | Milito 75e · Pazzini 90+6e (pen.) | (0 - 0) | 90+2e Brandão · 68e, 90+3e Mandanda | Arbitrage : Pedro Proença    | Arbitrage : Pedro Proença |
| 20h45 CET    | Rapport                           |         |                                     | Arbitrage : Pedro Proença    | Arbitrage : Pedro Proença |

### Quarts de finale
| 27 mars 2012 | APOEL Nicosie | 0 - 3   | Real Madrid                | Stade GSP, Nicosie      |                         |
| 20h45 CEST   |               | (0 - 0) | 74e 90e Benzema · 82e Kaká | Arbitrage : Felix Brych | Arbitrage : Felix Brych |
| 20h45 CEST   | Rapport       |         |                            | Arbitrage : Felix Brych | Arbitrage : Felix Brych |

| 4 avril 2012 | Real Madrid                                              | 5 - 2   | APOEL Nicosie                   | Stade Santiago Bernabéu, Madrid |                             |
| 20h45 CEST   | Ronaldo 26e 75e · Kaká 36e · Callejón 80e · Di María 84e | (2 - 0) | 67e Manduca · 82e (pen.) Solari | Arbitrage : Gianluca Rocchi     | Arbitrage : Gianluca Rocchi |
| 20h45 CEST   | Rapport                                                  |         |                                 | Arbitrage : Gianluca Rocchi     | Arbitrage : Gianluca Rocchi |

| 28 mars 2012 | Olympique de Marseille | 0 - 2   | Bayern Munich          | Stade Vélodrome, Marseille          |                                     |
| 20h45 CEST   |                        | (0 - 1) | 44e Gómez · 69e Robben | Arbitrage : Carlos Velasco Carballo | Arbitrage : Carlos Velasco Carballo |
| 20h45 CEST   | Rapport                |         |                        | Arbitrage : Carlos Velasco Carballo | Arbitrage : Carlos Velasco Carballo |

| 3 avril 2012 | Bayern Munich | 2 - 0   | Olympique de Marseille | Fußball Arena München, Munich |                               |
| 20h45 CEST   | Olić 13e 37e  | (2 - 0) |                        | Arbitrage : Svein Oddvar Moen | Arbitrage : Svein Oddvar Moen |
| 20h45 CEST   | Rapport       |         |                        | Arbitrage : Svein Oddvar Moen | Arbitrage : Svein Oddvar Moen |

| 27 mars 2012 | Benfica Lisbonne | 0 - 1   | Chelsea   | Estádio da Luz, Lisbonne      |                               |
| 20h45 CEST   |                  | (0 - 0) | 75e Kalou | Arbitrage : Paolo Tagliavento | Arbitrage : Paolo Tagliavento |
| 20h45 CEST   | Rapport          |         |           | Arbitrage : Paolo Tagliavento | Arbitrage : Paolo Tagliavento |

| 4 avril 2012 | Chelsea                                | 2 - 1   | Benfica Lisbonne                   | Stamford Bridge, Londres  |                           |
| 20h45 CEST   | Lampard 21e (pen.) · Raul Meireles 90e | (1 - 0) | 20e, 40e Pereira · 85e Javi García | Arbitrage : Damir Skomina | Arbitrage : Damir Skomina |
| 20h45 CEST   | Rapport                                |         |                                    | Arbitrage : Damir Skomina | Arbitrage : Damir Skomina |

| 28 mars 2012 | Milan AC | 0 - 0   | FC Barcelone | Stade Giuseppe-Meazza, Milan |                            |
| 20h45 CEST   |          | (0 - 0) |              | Arbitrage : Jonas Eriksson   | Arbitrage : Jonas Eriksson |
| 20h45 CEST   | Rapport  |         |              | Arbitrage : Jonas Eriksson   | Arbitrage : Jonas Eriksson |

| 3 avril 2012 | FC Barcelone                              | 3 - 1   | Milan AC     | Camp Nou, Barcelone       |                           |
| 20h45 CEST   | Messi 11e (pen.) 41e (pen.) · Iniesta 53e | (2 - 1) | 32e Nocerino | Arbitrage : Björn Kuipers | Arbitrage : Björn Kuipers |
| 20h45 CEST   | Rapport                                   |         |              | Arbitrage : Björn Kuipers | Arbitrage : Björn Kuipers |

### Demi-finales
| 17 avril 2012 | Bayern Munich          | 2 - 1   | Real Madrid | Fußball Arena München, Munich |                         |
| 20h45 CEST    | Ribéry 17e · Gómez 90e | (1 - 0) | 53e Özil    | Arbitrage : Howard Webb       | Arbitrage : Howard Webb |
| 20h45 CEST    | Rapport                |         |             | Arbitrage : Howard Webb       | Arbitrage : Howard Webb |

| 25 avril 2012 | Real Madrid                     | 2 - 1 ap          | Bayern Munich                                 | Stade Santiago Bernabéu, Madrid |                           |
| 20h45 CEST    | Ronaldo 6e (pen.) 14e           | (2 - 1)           | 27e (pen.) Robben                             | Arbitrage : Viktor Kassai       | Arbitrage : Viktor Kassai |
| 20h45 CEST    | Rapport                         |                   |                                               | Arbitrage : Viktor Kassai       | Arbitrage : Viktor Kassai |
| 20h45 CEST    | Ronaldo · Kaká · Alonso · Ramos | Tirs au but 1 - 3 | Alaba · Gómez · Kroos · Lahm · Schweinsteiger | Arbitrage : Viktor Kassai       | Arbitrage : Viktor Kassai |

| 18 avril 2012 | Chelsea      | 1 - 0   | FC Barcelone | Stamford Bridge, Londres |                         |
| 20h45 CEST    | Drogba 45+2e | (1 - 0) |              | Arbitrage : Felix Brych  | Arbitrage : Felix Brych |
| 20h45 CEST    | Rapport      |         |              | Arbitrage : Felix Brych  | Arbitrage : Felix Brych |

| 24 avril 2012 | FC Barcelone               | 2 - 2   | Chelsea                                  | Camp Nou, Barcelone      |                          |
| 20h45 CEST    | Busquets 35e · Iniesta 43e | (2 - 1) | 37e Terry · 45+1e Ramires · 90+2e Torres | Arbitrage : Cüneyt Çakır | Arbitrage : Cüneyt Çakır |
| 20h45 CEST    | Rapport                    |         |                                          | Arbitrage : Cüneyt Çakır | Arbitrage : Cüneyt Çakır |

### Finale
| Samedi 19 mai 2012 | Bayern Munich                                | 1 - 1 ap          | Chelsea                               | Fußball Arena München, Munich |                           |
| 20:45 CEST         | Müller 83e                                   | (0 - 0)           | 88e Drogba                            | Arbitrage : Pedro Proença     | Arbitrage : Pedro Proença |
| 20:45 CEST         | Rapport                                      |                   |                                       | Arbitrage : Pedro Proença     | Arbitrage : Pedro Proença |
| 20:45 CEST         | Lahm · Gómez · Neuer · Olić · Schweinsteiger | Tirs au but 3 - 4 | Mata · Luiz · Lampard · Cole · Drogba | Arbitrage : Pedro Proença     | Arbitrage : Pedro Proença |

| Bayern | Chelsea |

| Bayern Munich              |    |                        |    |     |
|                            |    |                        |    |     |
| GB                         | 1  | Manuel Neuer           |    |     |
| DD                         | 21 | Philipp Lahm           |    |     |
| DC                         | 17 | Jérôme Boateng         |    |     |
| DC                         | 44 | Anatoly Timochtchouk   |    |     |
| DG                         | 26 | Diego Contento         |    |     |
| MD                         | 7  | Franck Ribéry          |    | 96e |
| MC                         | 39 | Toni Kroos             |    |     |
| MC                         | 31 | Bastian Schweinsteiger | 2e |     |
| MG                         | 10 | Arjen Robben           |    |     |
| AT                         | 25 | Thomas Müller          |    | 87e |
| AT                         | 33 | Mario Gómez            |    |     |
| Remplaçants :              |    |                        |    |     |
| GB                         | 22 | Jörg Butt              |    |     |
| DC                         | 5  | Daniel Van Buyten      |    | 87e |
| DC                         | 13 | Rafinha                |    |     |
| MC                         | 14 | Takashi Usami          |    |     |
| MC                         | 23 | Danijel Pranjić        |    |     |
| AT                         | 9  | Nils Petersen          |    |     |
| AT                         | 11 | Ivica Olić             |    | 96e |
| Entraîneur : Jupp Heynckes |    |                        |    |     |
|                            |    |                        |    |     |

| Chelsea                        |    |                  |      |     |
|                                |    |                  |      |     |
| GB                             | 1  | Petr Čech        |      |     |
| DD                             | 3  | Ashley Cole      | 81e  |     |
| DC                             | 24 | Gary Cahill      |      |     |
| DC                             | 4  | David Luiz       | 86e  |     |
| DG                             | 17 | José Bosingwa    |      |     |
| MD                             | 34 | Ryan Bertrand    |      | 73e |
| MC                             | 8  | Frank Lampard    |      |     |
| MC                             | 12 | John Obi Mikel   |      |     |
| MG                             | 21 | Salomon Kalou    |      | 84e |
| AT                             | 10 | Juan Mata        |      |     |
| AT                             | 11 | Didier Drogba    | 93e  |     |
| Remplaçants :                  |    |                  |      |     |
| GB                             | 22 | Ross Turnbull    |      |     |
| DC                             | 19 | Paulo Ferreira   |      |     |
| MC                             | 5  | Michael Essien   |      |     |
| MC                             | 6  | Oriol Romeu      |      |     |
| MC                             | 15 | Florent Malouda  |      | 73e |
| AT                             | 9  | Fernando Torres  | 120e | 84e |
| AT                             | 23 | Daniel Sturridge |      |     |
| Entraîneur : Roberto Di Matteo |    |                  |      |     |
|                                |    |                  |      |     |

| Homme du match UEFA Didier Drogba Arbitres assistants Bertino Miranda Ricardo Santos Quatrième arbitre Carlos Velasco Carballo Arbitres assistants supplémentaires Manuel De Sousa Duarte Gomes |